# 圣沙蒙站
圣沙蒙站是法国的一个铁路车站，位于法国城市圣沙蒙。

## 位置
圣沙蒙站位于圣沙蒙市区的中部，莫雷－里昂铁路513.469公里处。车站大致呈西南-东北走向，主站房位于铁路线西北侧。

## 历史
圣沙蒙站建于1832年10月1日，是法国最早建成的铁路客运车站之一。最初仅为圣艾蒂安—拉格朗克鲁瓦通勤铁路的车站，后延伸至里昂，并成为莫雷－里昂铁路的一部分。

## 站台设置
| 西北↑ |      |               | 主站房 |
|       | 侧式 |               |        |
| A道   |      | 里昂方向→     |        |
| B道   |      | ←圣艾蒂安方向 |        |
|       | 侧式 |               |        |
| 东南↓ |      |               |        |

## 停靠线路
以下列车线路在圣沙蒙站停靠：
| 圣沙蒙站列车线路表                 |      |            |          |              |
| 线路                               | 车种 | 上一站     | 下一站   | 大致运行频率 |
| Ambérieu/里昂帕丢—圣艾蒂安         | TER  | 里夫德吉耶 | 圣艾蒂安 | 每天15趟左右 |
| 里昂佩拉什—圣艾蒂安/Firminy/Le Puy | TER  | 里夫德吉耶 | 圣艾蒂安 | 每天9趟左右  |
| 1.                                 |      |            |          |              |

## 配套交通

### 长途客车
圣沙蒙站附近暂无常规的大巴车线路，卢瓦尔省城际客运的线路需要在圣艾蒂安市区内乘坐。当铁路线施工或罢工时，SNCF可能会提供途径该线路沿途站点的大巴车，其车票可与SNCF的同线路车票或通勤卡通用。

### 市内交通
| 圣沙蒙站附近的市内公共交通线路  |                                   | |
| 公交车站名称                    | 位置                              | 停靠线路 |
| Saint-Chamond Gare 圣沙蒙火车站 | 圣沙蒙站门口                      | - M5路：圣艾蒂安-紫色广场 → 里夫德吉耶-希皮耶广场 - 25路：圣艾蒂安-平台 → 圣沙蒙-火车站 - 29路：圣艾蒂安-沙托克 → 圣沙蒙-风车广场 - 40路：圣沙蒙-马拉迪耶尔商业中心 → 圣沙蒙-库代尔克游泳池 - 42路：圣沙蒙-风车广场 → 圣沙蒙-奥拉涅尔 - 43路：圣沙蒙-沙瓦讷堡 → 圣沙蒙-野草岭 - 44路：圣沙蒙-风车广场 → 拉格朗克鲁瓦-拉巴沙斯 - 45路：圣沙蒙-风车广场 → 圣沙蒙-圣马丁昂科艾勒 - 78路：圣沙蒙-火车站 → 圣沙蒙-马尔凯村 / 斯特利泰克 - 81路：圣沙蒙-火车站 → 杜瓦济厄-城关 |
| Saint-Chamond Gare 圣沙蒙火车站 | 圣沙蒙站西侧                      | - 29路：圣沙蒙-风车广场 → 圣艾蒂安-沙托克 - 40路：圣沙蒙-库代尔克游泳池 → 圣沙蒙-马拉迪耶尔商业中心 - 42路：圣沙蒙-奥拉涅尔 → 圣沙蒙-风车广场 - 43路：圣沙蒙-野草岭 → 圣沙蒙-沙瓦讷堡 - 44路：拉格朗克鲁瓦-拉巴沙斯 → 圣沙蒙-风车广场 - 45路：圣沙蒙-圣马丁昂科艾勒 → 圣沙蒙-风车广场 - 81路：圣沙蒙-火车站 → 杜瓦济厄-城关 |
| Saint-Chamond Poste 圣沙蒙邮局  | 圣沙蒙站北侧500米 维克多·雨果路上 | - M5路：里夫德吉耶-希皮耶广场 → 圣艾蒂安-紫色广场 - 25路：圣艾蒂安-平台 → 圣沙蒙-火车站 - 29路：圣艾蒂安-沙托克 → 圣沙蒙-风车广场 - 40路：圣沙蒙-马拉迪耶尔商业中心 → 圣沙蒙-库代尔克游泳池 - 42路：圣沙蒙-风车广场 → 圣沙蒙-奥拉涅尔 - 43路：圣沙蒙-沙瓦讷堡 → 圣沙蒙-野草岭 - 44路：圣沙蒙-风车广场 → 拉格朗克鲁瓦-拉巴沙斯 - 45路：圣沙蒙-风车广场 → 圣沙蒙-圣马丁昂科艾勒 - 81路：杜瓦济厄-城关 → 圣沙蒙-火车站                                                      |
| 1. 2. 3.                        |                                   | |

### 社会车辆
圣沙蒙站门口设有非机动车辆停放点，周边道路可以沿街停靠社会车辆。

## 临近车站
| 圣沙蒙站（Gare de Saint-Chamond） |                |                      |
| 上行车站                          | 线路           | 下行车站             |
| 圣艾蒂安沙托克站 11.3km ←         | 莫雷－里昂铁路 | 里夫德吉耶站 → 9.6km |
| - 本表仅显示运营中的线路及车站 1. |                |                      |